# HD 136729
HD 136729，又名BD+52 1869，SAO 29487、HR 5715，是一颗恒星，视星等为5.66，位于銀經84.96，銀緯52.77，其B1900.0坐标为赤經15h 17m 8.6s，赤緯+52° 52.77′ 7″。